# مكتبة بغداد

## مكتبة بغداد الكبيرة
مكتبة بغداد في العصر العباسي كانت أعظم دور العلم قرابة خمسة قرون متتالية أسسها الخليفة العباسي هارون الرشيد والذي حكم الدولة الإسلامية من سنة 170هـ إلى سنة 193هـ، ثم ازدهرت المكتبة جداً في عهد المأمون خليفة المسلمين من سنة 198هـ إلى سنة 218هـ. لقد ترجمت في مكتبة بغداد الكتب المكتوبة باللغات اليونانية والسريانية والهندية والسنسكريتية والفارسية واللاتينية وغيرها.

### التتار و مكتبة بغداد
استخدم التتار(المغول) ما يكفي من الكتب حتى تستخدم كجسر يربط اليابسة على نهر دجلة 
وهذه من اعظم جرائم الفكر الانساني لكونها اعظم مكتبات الدنيا آنذاك، حيث جمعت فيها مختلف أنواع العلوم والآداب والفنون  